# Wembley Championships 1978
Il Wembley Championships 1978 è stato un torneo di tennis giocato sul sintetico indoor della Wembley Arena di Londra in Inghilterra. È stata la 30ª edizione del torneo che fa parte del Colgate-Palmolive Grand Prix 1978. Il torneo si è giocato dal 14 al 20 novembre 1978.

## Campioni

### Singolare maschile
John McEnroe ha battuto in finale  Tim Gullikson con il punteggio di 6–7, 6–4, 7–6, 6–2

### Doppio maschile
Peter Fleming /  John McEnroe hanno battuto in finale  Bob Hewitt /  Frew McMillan con il punteggio di 7–6 4–6 6–4